# Caroline von Bismarck-Bohlen

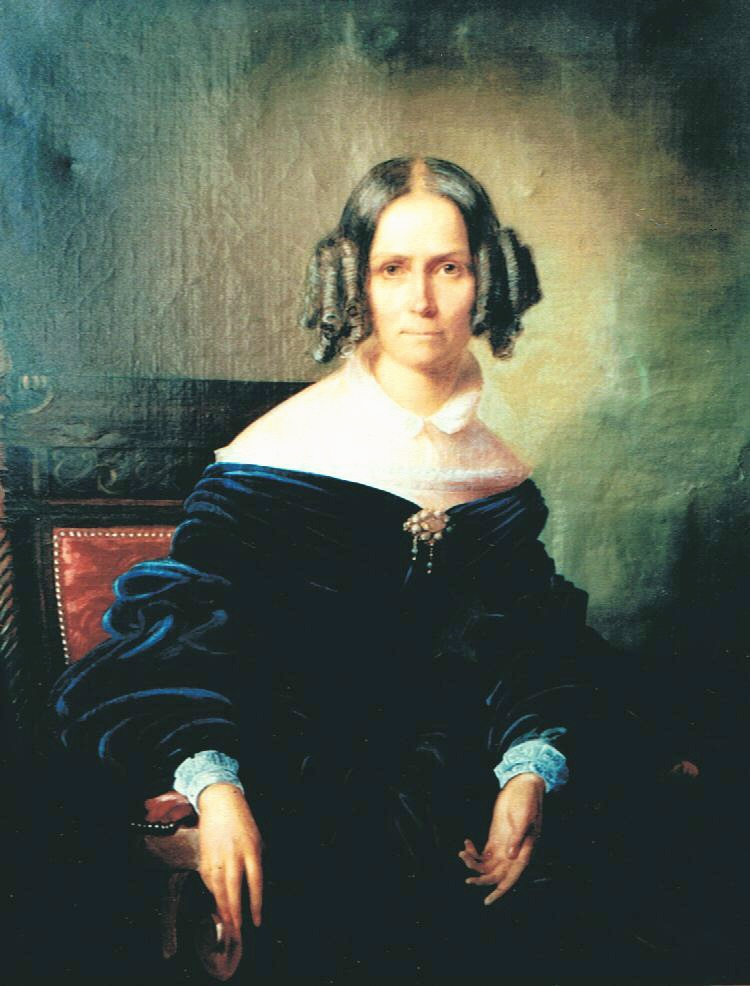
Caroline von Bismarck-Bohlen Karlsburg

Caroline Elisabeth Agnes Sophie Gräfin von Bismarck-Bohlen (* 24. Juli 1798 in Kassel; † 14. Januar 1858 in Venedig) war eine preußische Adlige in Pommern.

## Leben
Caroline von Bohlen war die Tochter von Caroline Elisabeth geb. von Walsleben (1781–1857) und Friedrich Ludwig Wilhelm Graf von Bohlen (1760–1828), der dem Adelsgeschlecht Bohlen angehört. Sie verlebte ihre Kindheit in Kassel, bis ihre Eltern den Entschluss fassten in das pommersche Karlsburg zu übersiedeln, um das Karlsburger Gut vor dem Konkurs zu retten. Ende des Jahres 1816 lernte sie im Stralsunder Salon ihrer Großmutter den Kapitän Theodor Karl Alexander Friedrich Philipp von Bismarck kennen. Die Hochzeit fand am 17. September 1817 auf Neudeck, dem Besitz ihres Schwagers Carl Henckel von Donnersmarck, statt. Gemeinsam mit ihrem Mann führte sie das Karlsburger Gut nach dem Tod ihres Vaters 1828 (mit Groß Jasedow, Steinfurth und Teilen von Zarnekow). Sie hatte die innere Hauswirtschaft immer im Blick, kümmerte sich um die Kranken und die sozialen Belange der Dorfbewohner des Gutes und um den Schulbesuch der Dorfkinder. Ihre Lebensbeschreibung, in der sie anschaulich das Landleben in jener Zeit im Pommerschen Karlsburg oder auch in Niederhof, später das Leben als Ehefrau eines Majors in Liegnitz, Schweidnitz und Thorn beschreibt, bietet viele Informationen über das Alltagsleben der "höheren Stände" in der ersten Hälfte des 19. Jahrhunderts.
Julie von Massow, geborene von Behr, schwärmte von ihr: „Meine Gräfin Bismarck-Bohlen ist Mittelpunkt, Schutz, Stolz, Glück meines Lebens, und ihr ewig jugendlicher, reger Geist hat ein Echo für alle meine Interessen, ein Ohr für jeden meiner Wünsche, guten Rat für jede meiner Lebensfragen.“ Julie pflegte Carlsburg nur ihre Hochschule zu nennen.
Infolge eines Lungenleidens reiste das Ehepaar nach Italien, wo sie im Januar 1858 in Venedig ihren Leiden erlag.
Für die Beisetzung seiner Frau ließ Theodor auf seinem Gut die Grabkapelle Steinfurth – entworfen von Friedrich August Stüler – errichten, welche mit der Kirchenruine Steinfurth ein romantisches Ensemble ergibt.
Ferdinand Jühlke, ein deutscher Gartenbaugestalter, äußerte sich zu ihrem Tod: „Wohl Niemand kann von den Entferntstehenden den Verlust tiefer beklagen als ich, den der Hintritt der hohen an Geist und Gemüt so reich begabten Gattin des Herrn Generals Grafen von Bismarck-Bohlen in mir hervorrief, als die Trauerbotschaft vom 14. Januar d. J. zu meiner Kenntniß kam. Der Gartenbau=Verein und insbesondere die Gartenkunst verlor in ihr eine teilnehmende Freundin und huldvolle Beförderin. Jeder Einzelne, der in ihre Nähe zu kommen das Glück hatte, musste sich unwiderstehlich angezogen fühlen, von dem reichen Edelmut und Adel wahrer Herzensgüte, die sie unbewusst um sich her verbreitete, und die ihr das Andenken auch unter uns in inniger Dankbarkeit bewahren werden.“
Aus der Ehe gingen drei Kinder hervor: 
- Friedrich Carl Ernst Philippe Alexander[10] (1818–1894), preußischer General der Kavallerie und Generaladjutant Kaiser Wilhelm I., Generalgouverneur im Elsass ⚭ Pauline von Below (1825–1889)
- Caroline Susette Jeannette Louise Wilhelmine[10] (1819–1908) ⚭ Hermann von Malortie (1807–1866)
- Carl Ernst Ferdinand[10] (1832–1878), preußischer Rittmeister, Legationsrat im Bundeskanzleramt